# Poveste fără sfârșit (film)
Poveste fără sfârșit sau Poveste fără de sfârșit (titlu original: Die unendliche Geschichte) este un film american, britanic și german din 1984 regizat de Wolfgang Petersen. Rolurile principale au fost interpretate de actorii Noah Hathaway,  Barret Oliver și Tami Stronach. Scenariul este bazat pe romanul Povestea fără sfârșit  de Michael Ende. Cântecul filmului a fost înregistrat de Limahl.

## Distribuție
- Barret Oliver ca Bastian Balthazar Bux.
- Noe Hathaway ca Atreyu.
- Tami Stronach ca Împărăteasa Copilăroasă, cea căruia  Bastian îi dă noul nume de "Copilul Lunii".
- Alan Oppenheimer ca vocile lui Falkor, Gmork, Rock Biter și a naratorului.
- Thomas Hill ca dl Coreander.
- Adânc Roy ca Teeny Weeny, un mesager călare pe un melc de curse.
- Tilo Prückner ca Nighthob, un mesager călare pe un liliac  narcoleptic.
- Moses Gunn - Cairon, slujitor al Împărătesei.
- Sydney Bromley ca Engywook, un om de știință gnom.
- Patricia Hayes ca Urgl, soția lui Engywook și o vindecătoare.
- Gerald McRaney ca dl Bux, văduv, tatăl dependent de muncă al lui Bastian.
- Darryl Cooksey, Drum Garrett și Nicholas Gilbert ca Ethan, Todd, Lucas, cei care îl chinuiesc pe Bastian.